# Toby Flood
Tobias Gerald Albert Lieven Flood (Surrey Heath, 8 de agosto de 1985) es un jugador británico de rugby que se desempeña como apertura.

## Carrera
Su abuelo paterno fue el actor Gerald Flood. Sus abuelos maternos fueron Albert Lieven y Susan Shaw, también actores.

### Newcastle Falcons
Debutó en la primera de los Newcastle Falcons con 19 años en 2004 y jugó con ellos cuatro temporadas. Fue suplente de la leyenda Jonny Wilkinson y compañero de la estrella Matt Burke, no consiguió títulos y el equipo llegó a semifinales de la Copa Desafío Europeo de 2006 y 2008 como sus mejores logros.

### Leicester Tigers
Se unió a los Leicester Tigers en 2008 y con ellos jugó seis temporadas. Con la ayuda de Flood, el equipo se consagró campeón de la liga tres veces y alcanzó la final de la Copa de Campeones Europea de 2008-09.

### Stade Toulousain
Desde la temporada 2014-15 Flood forma parte del poderoso, aunque actualmente no en su mejor nivel, Stade Toulousain.

## Selección nacional
Debutó con el XV de la Rosa en noviembre de 2006 frente a los Pumas y jugó con ella hasta su último convocatoria en noviembre de 2013 ante los All Blacks. En total jugó 60 partidos y marcó 301 puntos.

### Participaciones en Copas del Mundo
Flood hasta el momento disputó dos Copas del Mundo; Francia 2007 donde resultó subcampeón y Nueva Zelanda 2011 donde el XV de la Rosa fue eliminada en cuartos de final por Les Bleus.
| Mundial                       | Sede          | Resultado        | PJ | Pts |
| ----------------------------- | ------------- | ---------------- | -- | --- |
| Copa Mundial de Rugby de 2007 | Francia       | Subcampeón       | 3  | 0   |
| Copa Mundial de Rugby de 2011 | Nueva Zelanda | Cuartos de final | 4  | 21  |

## Palmarés
- Campeón del Torneo de las Seis Naciones de 2011.
- Campeón de la Premiership Rugby de 2008-09, 2009-10 y 2012-13.